# Habitatge al carrer Beata Maria, 6 (Mataró)
L'Habitatge al carrer Beata Maria, 6 és una obra barroca de Mataró (Maresme) protegida com a Bé Cultural d'Interès Local.

## Descripció
Casa de planta baixa i tres plantes pis. A la planta baixa hi ha un portal amb brancals i llinda de pedra i ventalles. Balcons i finestres al primer i segon pis i balcons plans seguint el pla de façana a la tercera planta. L'edifici acaba amb una cornisa i barana d'obra de merlets. Destaca la fusteria del balcó del primer pis amb arcs de mig punt i unes pintures murals sobre les obertures de la planta baixa i primer pis, que caldria restaurar.
Aquest edifici forma conjunt amb les cases número 2 i 4 del carrer Beata Maria i amb can Ricart.